# Dhanteras
Dhanteras (Hindi: धनतेरस), también conocido como Dhanatrayodashi (Sánscrito: धनत्रयोदशी), es el día que marca el comienzo del festival de Diwali en India.
Se celebra el decimotercer día lunar de Krishna Paksha (quincena oscura) en el mes calendario hindú de Kartik. Dhanwantari, que también es adorado con ocasión de Dhanteras, es considerado el Dios del Ayurveda, quien impartió la sabiduría del Ayurveda para el mejoramiento de la humanidad y para ayudar a librarse del sufrimiento de la enfermedad.
El ministerio indio de Ayurveda, Yoga y Naturopatía, Unani, Siddha y Homeopatía anunció su decisión de observar Dhanteras, como el "Día Nacional de Ayurveda", que se observó por primera vez el 28 de octubre de 2016. Por lo general, las familias gujarati disfrutarán de una comida de daal baath y malpura para recibir el año nuevo.

## Celebraciones

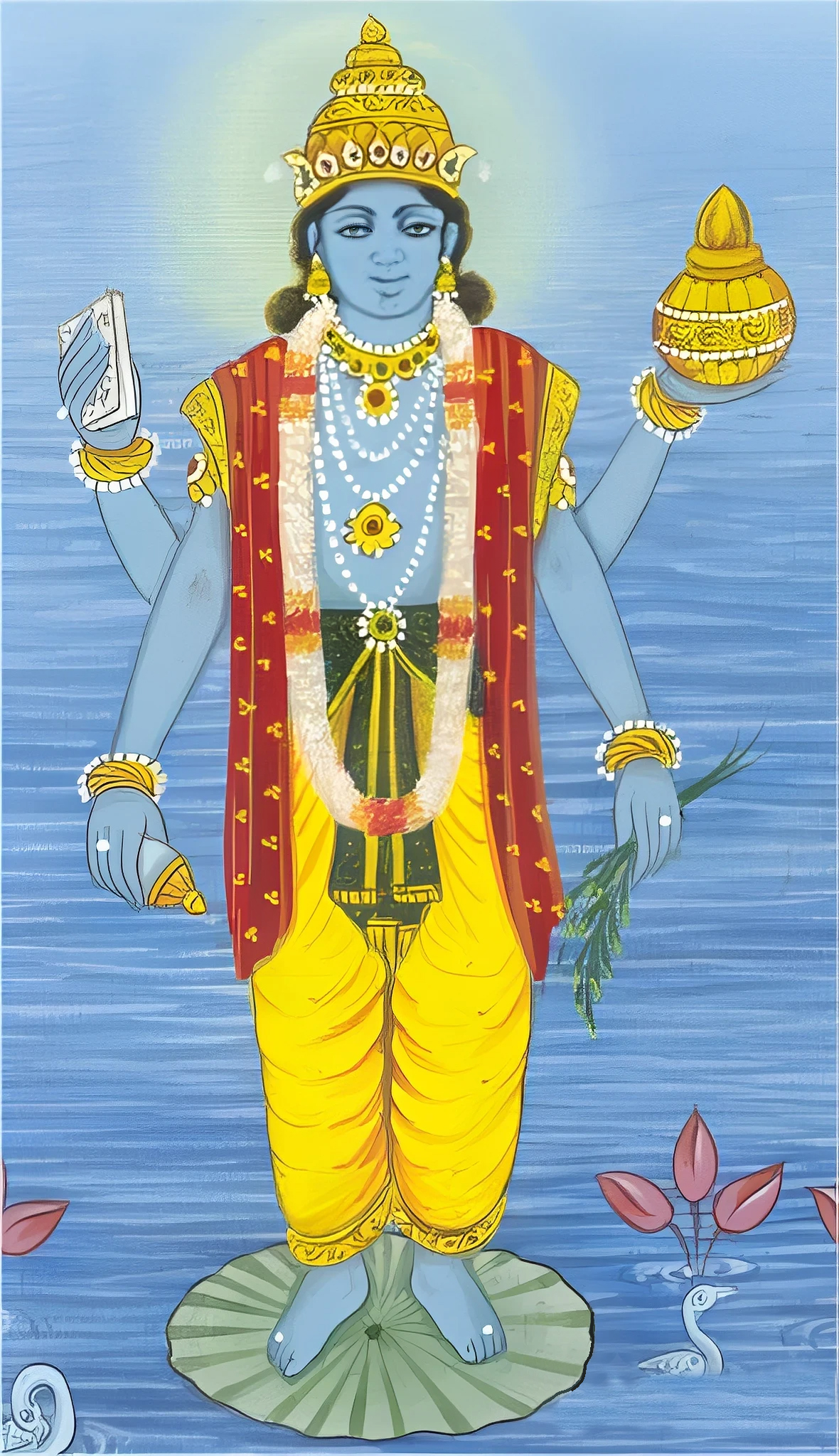
Dhanvantari es el dios de la salud.

Vasubaras marca el comienzo de la celebración del festival de Diwali. En Vasubaras, la vaca y su cría son adorados. La vaca ocupa un lugar muy sagrado en la mitología védica. Conocida como "Gau Mata", es adorada y alimentada con el mayor respeto. "Gau Mata" y su Prasad "Pancha Gavya", o "Panchamrut", se utilizan con frecuencia en todas las celebraciones hindúes. Vasubaras es seguido por Dhanteras.
Dhanteras es la adoración del señor Dhanwantari. Lord Dhanwantari, según la mitología hindú, surgió durante Samudra Manthan, sosteniendo una Kalasha llena de Amrit (una mezcla de hierbas ayurvédicas) en una mano y el texto sagrado sobre Ayurveda en la otra mano. Se le considera el Vaidya de los Dioses.
El festival se celebra como "Laksmí Puja", que se realiza por las tardes cuando se encienden lámparas de arcilla (Diyas). Las canciones devocionales de Bhajan en alabanza a la Diosa Laksmí se cantan y se ofrece "Naivedya" de dulces tradicionales a la Diosa. Existe una costumbre peculiar en Maharastra donde la gente golpea ligeramente las semillas de cilantro seco (Dhane en Marathi para Dhanatrayodashi) con azúcar moreno y ofrece la mezcla como Naivedya.
En Dhanteras, las casas que aún no se han limpiado en preparación para Diwali se limpian a fondo y se blanquean, y Lord Dhanwantari, el dios de la salud y el ayurveda, se venera por la noche. La entrada principal es decorada con linternas de colores, luces navideñas y motivos tradicionales de diseños de Rangoli para dar la bienvenida a la Diosa de la Riqueza y la Prosperidad. Para indicar su llegada tan esperada, se dibujan pequeñas huellas con harina de arroz y polvo de bermellón por todas las casas. En la noche de Dhanteras, las diyas (lámparas) se mantienen ritualmente encendidas durante toda la noche en honor a Laksmí y Dhanvantari.
Los hindúes consideran a este día un día extremadamente auspicioso para hacer compras, especialmente artículos de oro o plata y nuevos utensilios. Se cree que el nuevo "Dhan" (riqueza) o alguna forma de metal precioso es un signo de buena suerte. En los tiempos modernos, Dhanteras ha llegado a ser conocida como la ocasión más auspiciosa para comprar oro, plata y otros metales, especialmente artículos de cocina. El día también ve grandes compras de electrodomésticos y automóviles.
En esta noche, las luces se exponen todas las noches tanto en las lámparas del cielo como en las ofrendas en la base de una planta de Tulsi y también en forma de diyas, que se colocan frente a las puertas de las casas. Esta luz es una ofrenda a Yama, el Anfitrión de la Muerte, para evitar la muerte prematura durante el festival de Diwali. Este día es una celebración destinada a aumentar la riqueza y la prosperidad. Dhanteras aborda temas de limpieza, renovación y obtención de auspicios en forma de Laksmí.
En las aldeas, los granjeros adornan y adoran al ganado, ya que constituyen la principal fuente de ingresos.

### Dentro de la India
En el sur de la India (especialmente Tamil Nadu), las mujeres brahmanas hacen 'Marundhu' que se traduce en medicina en la víspera de Naraka Chaturdasi, que es Dhanvantri Trayodashi. El Marundhu se ofrece durante la oración y se come temprano en la mañana en Naraka Chaturdasi antes del amanecer. De hecho, muchas familias entregan las recetas de Marundhu a sus hijas y nueras. El Marundhu se consume para eliminar el desequilibrio de tridoshas en el cuerpo.

## Significado
El día de Dhantrayodashi, la Diosa Laksmí salió del océano de leche durante el batido del mar. Por lo tanto, la Diosa Laksmí es adorada el día de Trayodashi.
Según una leyenda popular, cuando los devas y los asuras realizaron el Samudra manthan (batido del océano) para Amrita (el néctar divino de la inmortalidad), Dhanwantari (el médico de los Dioses y una encarnación de Vishnu) surgió con un frasco del elixir en el día de Dhanteras.

## Leyendas
Una antigua leyenda atribuye la ocasión a una interesante historia sobre el hijo del rey Hima de 16 años. Su horóscopo predijo su muerte por mordedura de serpiente al cuarto día de su matrimonio. Ese día en particular, su esposa recién casada no le permitió dormir. Extendió todos sus adornos y un montón de monedas de oro y plata formando montón a la entrada de la habitación y encendió lámparas por todo el lugar. Luego narró historias y cantó canciones para evitar que su esposo cayera al día siguiente, cuando Iama, el dios de la Muerte llegó a la puerta del príncipe disfrazado de serpiente, sus ojos estaban deslumbrados y cegados por el brillo de las lámparas y las joyas. Iama no pudo entrar en la habitación del Príncipe, por lo que se subió al montón de monedas de oro y se quedó allí sentado toda la noche escuchando las historias y las canciones. Por la mañana, se fue en silencio. Así, el joven príncipe se salvó de las garras de la muerte por la inteligencia de su nueva esposa, y llegó el día de ser celebrado como Dhanteras.
El día siguiente llegó a llamarse Naraka Chaturdashi ('Naraka' significa infierno y Chaturdashi significa 14). También se les conoce como "Yamadeepdaan" como las damas de la casa que encienden lámparas de tierra o "profundas" y se mantienen encendidas durante toda la noche glorificando a Yama, el Dios de la Muerte. Como esta es la noche antes de Diwali, también se llama 'Chhoti Diwali' o Diwali menor.